# Doulevant-le-Petit
Doulevant-le-Petit é uma comuna francesa na região administrativa de Grande Leste, no departamento de Haute-Marne. Estende-se por uma área de 3,03 km². Em 2010 a comuna tinha 25 habitantes (densidade: 8,3 hab./km²).